# کیرکوود (نیوجرسی)
کیرکوود (به انگلیسی: Kirkwood) یک منطقهٔ مسکونی در ایالات متحده آمریکا است که در وورهیز، نیوجرسی واقع شده‌است. کیرکوود ۲۱ متر بالاتر از سطح دریا واقع شده‌است.